# Paratetraneuromyia vernalis
Paratetraneuromyia vernalis är en tvåvingeart som beskrevs av Spungis 1987. Paratetraneuromyia vernalis ingår i släktet Paratetraneuromyia och familjen gallmyggor.
Artens utbredningsområde är Lettland. Inga underarter finns listade i Catalogue of Life.